# Santa Rosa (Guanajuato)
Santa Rosa es una localidad del estado mexicano de Guanajuato. Es parte del municipio de San Felipe.

## Toponimia
El nombre de la población hace referencia a la santa patrona de la localidad: Rosa de Lima.

## Demografía
| Gráfica de evolución demográfica |
|                                  |

| Censo | Población |
| ----- | --------- |
| 1900  | 301       |
| 1910  | 369       |
| 1921  | 500       |
| 1930  | 530       |
| 1940  | 258       |
| 1950  | 604       |
| 1960  | 676       |
| 1970  | 811       |
| 1980  | 1 061     |
| 1990  | 1 353     |
| 2000  | 1 404     |
| 2010  | 1 527     |
| 2020  | 1 835     |